# John A. Blume
John Augustus Blume (* 8. April 1909 in Gonzales; † 1. März 2002 in Hillsborough) war ein US-amerikanischer Bauingenieur, Pionier des Erdbeben-Ingenieurwesens und Hochschullehrer an der Stanford University.
Blumes Vater hatte eine Baufirma, in der John Blume als Jugendlicher arbeitete. Er studierte ab 1929 Bauingenieurwesen in Stanford, wo er 1933 seinen Bachelor-Abschluss und 1935 seinen Ingenieursabschluss erhielt und viel später 1966 promovierte. Er war später Consulting Professor für Bau- und Umweltingenieurwesen in Stanford.  
Nach dem Studienabschluss arbeitete er als Ingenieur beim Bau der San Francisco-Oakland Bay Bridge, für Standard Oil of California und für das Ingenieurbüro H. J. Brunnier. 1945 gründete er ein eigenes Ingenieurbüro in San Francisco, John A. Blume and Associates (JAB). 1970 fusionierten sie mit der URS Corporation zu URS/John A. Blume and Associates.
Als Ingenieur beeinflusste seine Expertise insbesondere bei Erdbebeningenieurwesen zum Beispiel den Bau des Stanford Linear Accelerator, beim Überschallwindkanal in Moffett Field bei Mountain View, aber auch die Restaurierung des California State Capitol, viele öffentliche Schulen in Kalifornien und Bauten für die Ölfirma Aramco, für Tiefwasserhäfen und die erste künstlich errichtete Offshore-Insel für Ölproduktion. Er wurde von der US-Regulierungskommission für Kernkraft zu rund 70 Kernkraftwerksprojekten hinzugezogen.
Sein Interesse für Erdbeben begann, nachdem er Geschichten über das große Beben von San Francisco von seinen Großeltern hörte. Sein Vater war mit seiner Baufirma am Wiederaufbau beteiligt. Außerdem erlebte er 1925 ein Beben der Stärke 6,3 in Santa Barbara mit, das schwere Schäden anrichtete und 13 Tote zur Folge hatte. In Stanford studierte er speziell auf Erdbebeningenieurwesen zugeschnittene Fächer und war Schüler von Lydik S. Jacobsen, der einige der mehrstöckigen Gebäudemodelle für Erdbebentests an Rütteltischen baute. Blume selbst baute ein ausgefeiltes 15-stöckiges Hochhausmodell mit fünf Freiheitsgraden pro Stockwerk. Es konnte mehrfach getestet werden ohne zerstört zu werden.
1949 war er an der Gründung des Earthquake Engineering Research Institute (EERI) beteiligt, war dessen erster Sekretär, 1978 bis 1980 Präsident und später Ehrenmitglied. 1953, 1961 und 1969 erhielt er den  Leon S. Moisseiff Annual Award der ASCE, 1962 deren Ernest Howard Annual Award und 1969 wurde er in die National Academy of Engineering gewählt.
Von ihm stammen rund 150 Veröffentlichungen.
Das Forschungszentrum für Erdbebeningenieurwesen (Blume Earthquake Engineering Center, gegründet 1974) in Stanford ist nach ihm benannt und ein Lehrstuhl.